# جوایز فیلم اژدهای آبی
جایزه فیلم اژدهای آبی (کره‌ای: 청룡영화제) نام جایزه‌ای سینمایی است که هر سال در کشور کره جنوبی به برترین‌های سینما اهدا می‌شود و متولیِ برگزاری آن مجلهٔ ورزشی «اسپورت چوسان» است.
در این جشنواره که در سال ۱۹۶۳ میلادی بنیان نهاده شد، تنها فیلم‌های پرفروش و محبوب مردم که ارزش هنری هم داشته باشند، مورد بررسی واقع می‌شوند.
جایزهٔ فیلم اژدهای آبی در کنار جایزه ناقوس بزرگ، دو جایزهٔ مشهور سینماییِ کشورِ کره جنوبی هستند.